# تشافي روكا
تشافي روكا (بالإسبانية: Xavi Roca) (19 يناير 1974 برشلونة إسبانيا) هو لاعب كرة قدم إسباني يلعب كمدافع.